# Балка Бузова (притока Мерчика)
Балка Бузова — балка (річка) в Україні у Краснокутському районі Харківської області. Ліва притока річки Мерчика (басейн Дніпра).

## Опис
Довжина балки приблизно 17,58 км, найкоротша відстань між витоком і гирлом — 15,50 км, коефіцієнт звивистості річки — 1,13. Формується декількома балками та загатами. На деяких ділянках балка пересихає.

## Розташування
Бере початок на східній стороні від села Настеньківка. Тече переважно на північний захід через села Шевченкове, Бузове, через селища Оленівське, Лісне, Сорокове і впадає в річку Мерчик, ліву притоку річки Мерли.

## Притоки
- Балка Кунич - ліва притока, починається у селі Настеньківка, тече переважно на північ через село Бузова, на північному сході від якого впадає у балку Бузову. У ХІХ ст. у верхів'ї балки існував хутів Куничевський.

## Цікаві факти
- У сел Оленівське балку перетинає автошлях Т 2106[3] (територіальний автомобільний шлях в Україні, Краснокутськ — Старий Мерчик — Автотраса E40 М03. Проходить територією Краснокутського, Богодухівського та Валківського районів Харківської області.).